# Euthalia adeona
Euthalia adeona är en fjärilsart som beskrevs av Smith och Kirby 1894. Euthalia adeona ingår i släktet Euthalia och familjen praktfjärilar. Inga underarter finns listade i Catalogue of Life.